# 神武寺站
神武寺站（日语：／ Jimmuji eki */?）位於日本神奈川縣逗子市池子二丁目，是屬於京濱急行電鐵逗子線的鐵路車站。車站編號是KK52。

## 年表
- 1931年（昭和6年）4月1日 -  京濱電氣鐵道在現址往六浦站約300公尺處開設臨時站[1]。
- 1936年（昭和11年）6月11日 - 車站升格為正式車站[1]。
- 1942年（昭和17年）5月1日 - 成為東京急行電鐵（大東急）車站[1]。
- 1944年（昭和19年）9月1日 - 移至現址[1]。
- 1948年（昭和23年）6月1日 - 成為京濱急行電鐵車站[1]。
- 1999年（平成11年）7月31日 - 改點，廢止京急蒲田-新逗子間的急行。
- 2006年（平成18年）7月左右 - 撤除舊站房，臨時站房啟用。
- 2007年（平成19年）3月24日 - 新車站站房落成[3]。
- 2008年（平成20年）10月1日 - 美軍池子住宅（日语：池子住宅地区及び海軍補助施設）用地內設置剪票口（美海軍口）
- 2010年（平成22年）5月16日 - 改點，成為新設的機場急行停靠站。

## 車站結構
本站為對應8輛編組的側式月台2面2線地面車站。月台位於彎道上，上行月台（2號線）與列車間隙較大。
站房在1號線月台的六浦方向，2號月台往六浦方向有站內平交道。舊木造站房在2006年（平成18年）7月拆除，新站房於2007年（平成19年）3月24日完成。2008年（平成20年）10月1日，增設駐日美軍池子住宅用地內的剪票口（美海軍口）。該剪票口只有美軍許可下才可使用。
車站北側有上行線分出、從金澤八景站至橫須賀線逗子站的綜合車輛製作所專用線（窄軌1067mm）。綜合車輛製作所橫濱事業所完工的車輛會利用此線運往日本各地，前往該所進行改造的車輛以及川崎重工業車輛公司等京急線、京成線新造車輛也會利用此線運送。

### 月台配置
| 月台 | 路線   | 方向 | 目的地                         |
| ---- | ------ | ---- | ------------------------------ |
| 1    | 逗子線 | 下行 | 逗子·葉山方向                  |
| 2    | 逗子線 | 上行 | 金澤八景、橫濱、品川、新橋方向 |

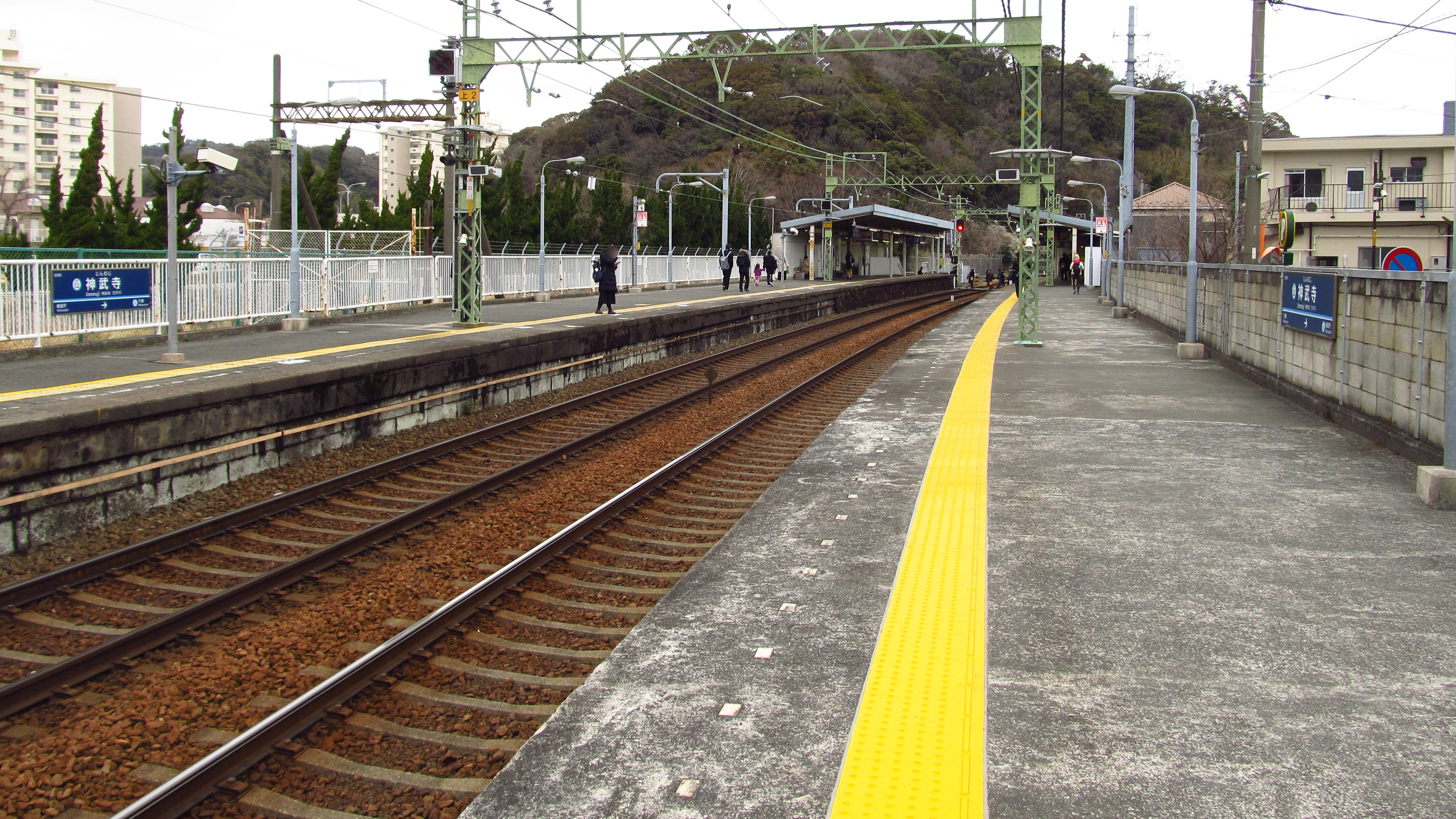
月台（2019年2月）
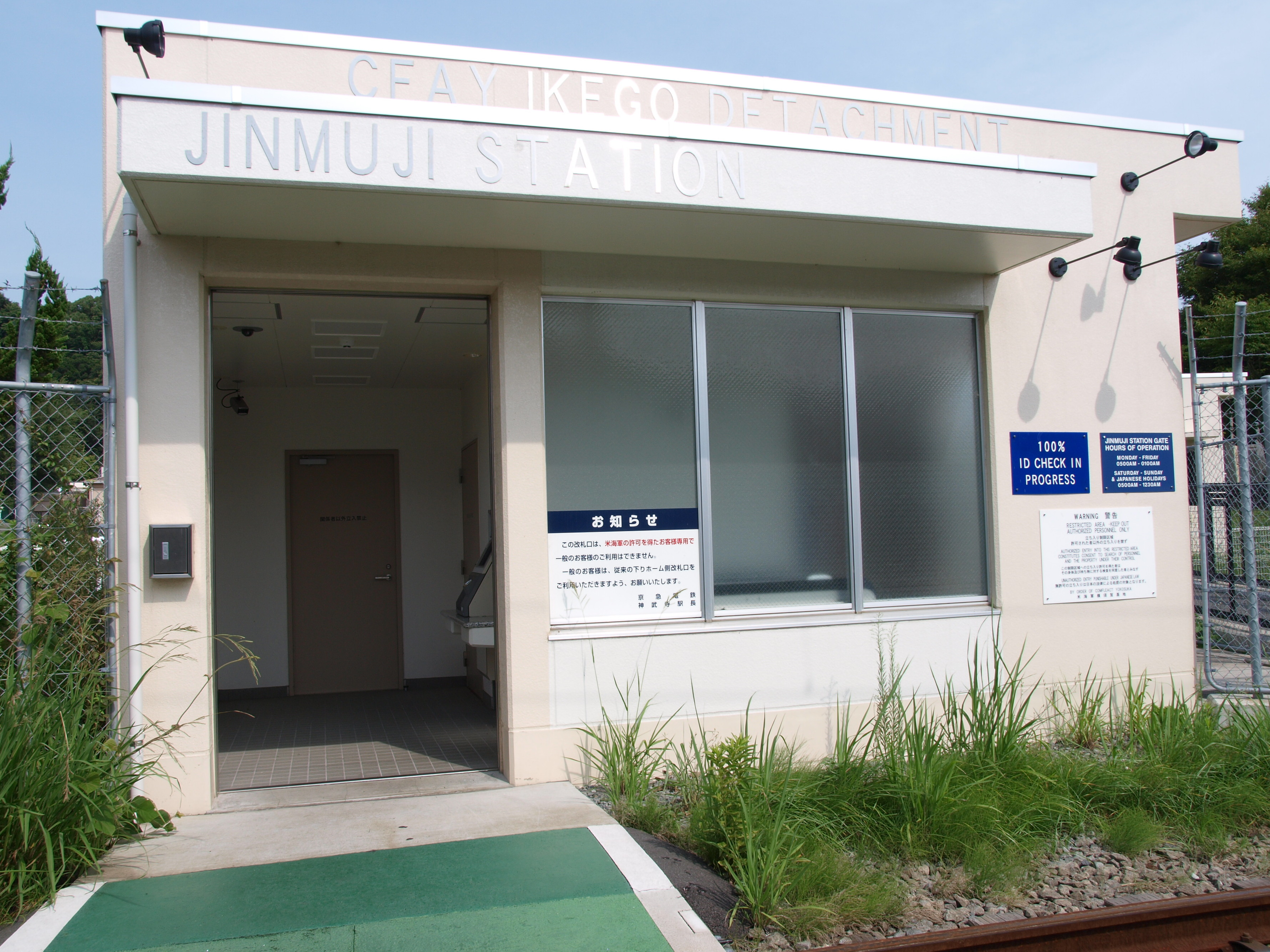
美海軍口（2010年8月）
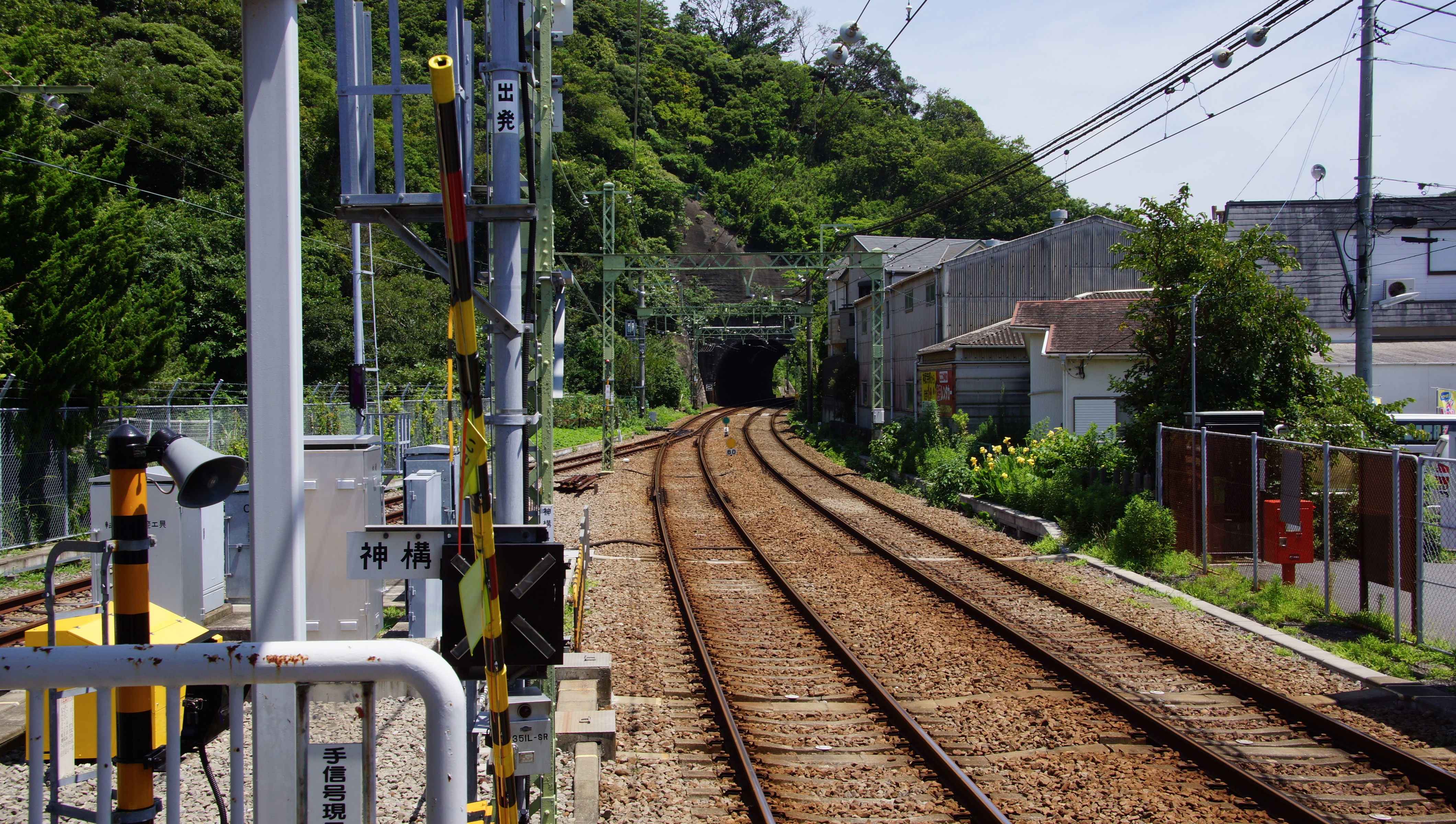
金澤八景方向的雙軌距鐵路轉轍器（2015年7月）
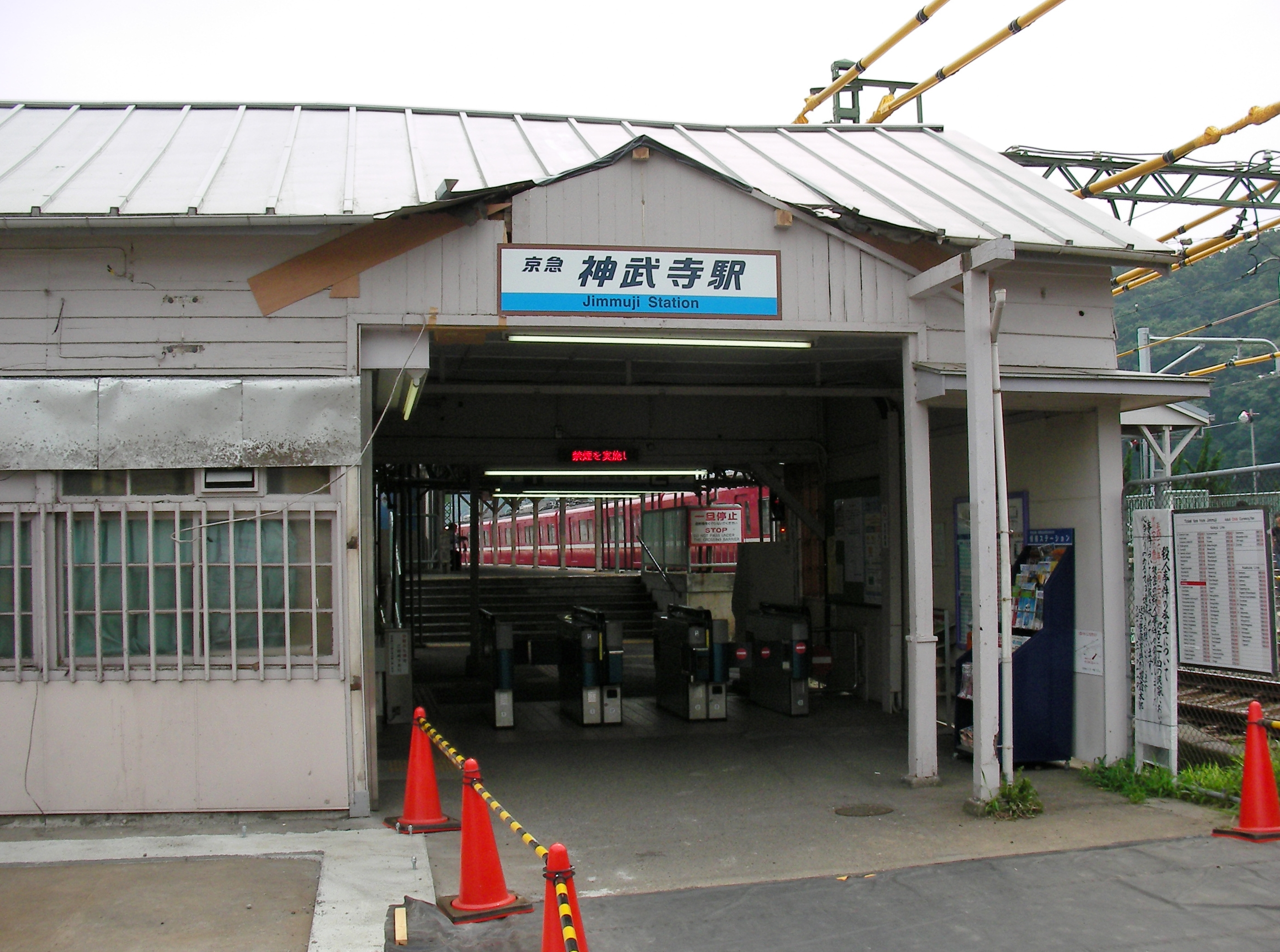
已拆除的舊站房（2006年7月）
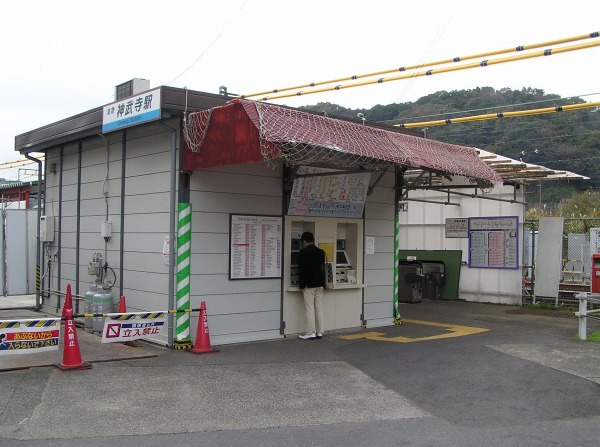
現站房啟用前使用的臨時站房（2006年11月）

## 使用情況
2016年度1日平均上下車人次為7,037人，京急線全部72個車站當中排行第65位。
近年1日平均上下車人次與上車人次的推移如下表。
| 年度               | 1日平均 上下車人次 | 1日平均 上車人次 | 來源     |
| ------------------ | ------------------ | ---------------- | -------- |
| 1995年（平成07年） |                    | 3,688            | [ * 1 ]  |
| 1998年（平成10年） |                    | 3,279            | [ * 2 ]  |
| 1999年（平成11年） |                    | 3,258            | [ * 3 ]  |
| 2000年（平成12年） |                    | 3,279            | [ * 3 ]  |
| 2001年（平成13年） |                    | 3,219            | [ * 4 ]  |
| 2002年（平成14年） | 6,275              | 3,118            | [ * 5 ]  |
| 2003年（平成15年） | 6,198              | 3,053            | [ * 6 ]  |
| 2004年（平成16年） | 6,162              | 3,050            | [ * 7 ]  |
| 2005年（平成17年） | 6,102              | 3,017            | [ * 8 ]  |
| 2006年（平成18年） | 6,071              | 3,010            | [ * 9 ]  |
| 2007年（平成19年） | 6,141              | 3,060            | [ * 10 ] |
| 2008年（平成20年） | 6,240              | 3,123            | [ * 11 ] |
| 2009年（平成21年） | 6,342              | 3,183            | [ * 12 ] |
| 2010年（平成22年） | 6,318              | 3,179            | [ * 13 ] |
| 2011年（平成23年） | 6,308              | 3,165            | [ * 14 ] |
| 2012年（平成24年） | 6,429              | 3,226            | [ * 15 ] |
| 2013年（平成25年） | 6,668              | 3,341            | [ * 16 ] |
| 2014年（平成26年） | 6,560              | 3,290            | [ * 17 ] |
| 2015年（平成27年） | 6,830              | 3,422            | [ * 18 ] |
| 2016年（平成28年） | 7,037              |                  |          |

## 車站周邊
從新逗子方向所見，車站東側為住宅區，西側為美軍池子住宅。作為往鷹取山與神武寺的玄關口，登山季節有許多往鷹取山、神武寺的登山客與參拜客從本站前往。
- 美軍池子住宅（日语：池子住宅地区及び海軍補助施設） - 5月有開放日
- 神奈川縣立逗子高等學校（日语：神奈川県立逗子高等学校）
- 逗子市立第一運動公園（日语：逗子市立第一運動公園） - 公園內保存著京急舊600形。
- 逗子市高齡者中心
- 逗子池子郵便局
- 鷹取山
  - 神武寺
- 理科HOUSE（日语：理科ハウス） - 世界最小的科學館

### 巴士路線
通過站前的縣道205號線上有神武寺站巴士站，可搭乘京濱急行巴士至附近的住宅團地。
神武寺
AZALEA（アザリエ）線 - AZALEA團地、笹倉、逗子站方向

## 相鄰車站
京濱急行電鐵
 逗子線
■特急、■機場急行、■普通
六浦（KK51）－神武寺（KK52）－逗子·葉山（KK53）

## 外部連結
- 神武寺站（各站資訊） - 京濱急行電鐵